# Кинг, Дуайт
Дуайт Кинг (англ. Dwight King; 5 июля 1989, м. Мэдоу-Лэйк, Канада) — канадский хоккеист, центральный нападающий.

## Карьера
Выступал за «Летбридж Харрикейнз» (ЗХЛ), «Онтарио Рейн» (ECHL), «Манчестер Монаркс» (АХЛ).
Всего Кинг сыграл 365 матчей в регулярном чемпионате и отметился 109 (53+56) очками. В плей-офф на его счету 75 игр и 25 (10+15) баллов

## Достижения
- Обладатель Кубка Стэнли (2012, 2014)